# 馬場職家
馬場 家職（ばば いえもと、天文元年（1532年） - 慶長13年（1608年））は、戦国時代から江戸時代初期の武将。幼名は岩法師、次、二郎四郎、重介。子に馬場実職。
実名は馬場家が岡山藩に提出した奉公書では、二郎四郎を重介と改めると同時に、直家の偏諱を受けて家職と名乗ったことが記されている。江戸中期の『志士清談』などで職家と誤って記したようだ。

## 経歴
はじめ、備前国邑久郡北地村に居住、備前国砥石城城主浮田国定に仕え宇喜多直家との戦などで活躍したが、弘治2年（1556年）の戦では直家配下の花房正幸の放った矢に中指を射抜かれ負傷し、撤退した。主の国定がこの戦で滅ぼされた後は武を見込まれ宇喜多直家に召抱えられ300石を賜る。
永禄6年（1563年）、美作国に侵攻した三村家親の軍勢と三星城での合戦、永禄7年（1564年、再び備前国に侵攻してきた備中衆との龍口城での攻防戦、永禄10年（1567年）、父・三村家親の弔い合戦のため備前国に侵攻した三村元親の軍勢と明禅寺での合戦（明善寺合戦）などの各合戦に参戦し、功をあげる。
宇喜多五郎左衛門（筑前守）が、永禄6～7年の三村家親の東部侵攻に同心して直家に反旗を翻し、既に主を直家に替えていた馬場家職（当時、二郎四郎）に、直家を暗殺し沼城に火をかけるよう手紙を出したものの、逆に直家に通報されたことが『馬場家記』に記されている。この功績により、二郎四郎は朱塗りの槍など褒美を受けるとともに、直家から偏諱を受けて名を家職、通称を重介と改めた。
元亀元年（1570年）、直家が謀略により金光宗高を切腹させた後の石山城（岡山城）の接収を戸川秀安とともに執り行った。
天正8年（1580年）、美作国高城合戦に従軍した折に敵の放った鉄炮で重傷を負ったが、天正10年（1582年）、備前国に侵攻してきた毛利氏との八浜合戦では、その殿をつとめ、後年「八浜七本槍」と称せられるようになる。
豊臣秀吉の九州征伐にも従軍したが、この際に負傷し、老齢であった事もあり晩年は城下の付近に引込み、耕作して余生を過ごした。77歳にて病死。